# Constantine, Alžirija
Constantine (arabsko قسنطينة, latinizirano: Qusanṭīnah), napisano tudi Qacentina ali Kasantina, je glavno mesto province Constantine v severovzhodni Alžiriji. V rimskih časih se je imenovala Cirta in se je preimenovala v Constantine v čast cesarja Konstantina Velikega. Constantine, ki leži nekoliko v notranjosti, je približno 80 kilometrov oddaljena od sredozemske obale, na bregovih reke Rhumel.
Constantine velja za glavno mesto vzhodne Alžirije in trgovsko središče njene regije ter ima približno 450.000 prebivalcev (938,475 z urbanim območjem), zaradi česar je tretje največje mesto v državi za Alžirom in Oranom. V mestu je več muzejev in zgodovinskih znamenitosti. Constantine se pogosto imenuje mesto mostov zaradi številnih slikovitih mostov, ki povezujejo različne hribe, doline in grape, na katerih je mesto zgrajeno in okoli njih.
Constantine je bil leta 2015 imenovan za arabsko prestolnico kulture.

## Zgodovina

### Antična zgodovina
Staro ime Constantine je Cirta in je bilo glavno mesto Numidije. Leta 112 pr. n. št. je bilo mesto prestolnica numidijskega kralja Jugurte, ki je premagal svojega polbrata Adherbala. Mesto je kasneje služilo kot oporišče rimskim generalom Kvintu Ceciliju Metelu Numidiku in Gaju Mariju v njuni vojni proti Jugurti. Kasneje, z odstranitvijo kralja Jube I. in preostalih Pompejevih podpornikov v Afriki (ok. 46), je Julij Cezar dal posebne pravice državljanom Cirte, zdaj znane kot Colonia Sittlanorum.
Leta 311 našega štetja, med državljansko vojno med cesarjem Maksencijem in uzurpatorjem Domicijem Aleksandrom (nekdanji guverner Afrike), je bilo mesto uničeno. Ponovno zgrajeno leta 313 našega štetja, je bilo kasneje v latinščini imenovano kot Colonia Constantiniana ali Constantina, po cesarju Konstantinu I. Velikem, ki je premagal Maksencija. Leta 432 so mesto zajeli Vandali, Constantine pa se je od leta 534 do 697 vrnil v bizantinski eksarhat Afrike. V 8. stoletju so ga osvojili Arabci in ga imenovali Qacentina. Bil je del regije, ki je v islamskem svetu znana kot Ifriqiya.

### Moderna zgodovina
Mesto si je opomoglo v 12. stoletju in pod vladavino Almohadov in Hafsidov je bilo spet uspešno tržišče s povezavami do Pise, Genove in Benetk. Potem ko so ga leta 1529 prevzeli Hafsidi, je bil občasno del Osmanskega cesarstva, ki mu je vladal turški beg (guverner), podrejen deyu Alžira. Salah Beg, ki je mestu vladal v letih 1770–1792, ga je močno polepšal in zgradil velik del muslimanske arhitekture, ki je vidna še danes.
Leta 1826 je novi poglavar države postal zadnji beg Ahmed beg ben Mohamed Chérif. Vodil je oster odpor proti francoskim silam, ki so štiri leta kasneje vdrle v Alžirijo. Do 13. oktobra 1837 je ozemlje zavzela Francija in od leta 1848 do leta 1962 je bilo središče departmaja Constantine. Charles Louis Alphonse Laveran je leta 1880 med delom v vojaški bolnišnici v Constantineu odkril, da je povzročitelj malarije protozoa. Opazoval je parazite v krvnem razmazu vojaka, ki je pravkar umrl zaradi malarije. Za to je leta 1907 prejel Nobelovo nagrado za fiziologijo in medicino. To je bilo prvič, da so protozoji dokazali, da so vzrok bolezni. Njegovo delo je navdihnilo današnje raziskovalce in veterinarje, da poskušajo najti zdravilo za malarijo pri živalih.
Leta 1934 so muslimanski protijudovski nemiri, Konstantinov pogrom leta 1934, povzročili smrt 34 lokalnih Judov.
Med drugo svetovno vojno, med kampanjo v Severni Afriki (1942–43), so zavezniške sile uporabile Constantine in bližnji mesti Sétif in Bone kot operativne baze.

## Geografija
Constantine je na planoti na nadmorski višini 640 metrov. Mesto je obdano z globoko sotesko in ima dramatičen videz. Mesto je zelo slikovito s številnimi mostovi čez reko Rhumel in viaduktom, ki prečka sotesko. Sotesko prečka sedem mostov, vključno z mostom Sidi M'Cid. Constantine je središče uspešnega in raznolikega kmetijskega območja. Je tudi središče trgovine z žitom in ima mline za moko, tovarno traktorjev in industrijo, ki proizvaja tekstil, volno, perilo in usnjene izdelke; Alžirija in Tunizija sta njena trga.
Constantine ima sredozemsko podnebje (Köppenova klasifikacija podnebja Csa), z vročimi, suhimi poletji in blagimi, vlažnimi zimami.

## Glavne znamenitosti
Mesto je obdano z globoko sotesko in ima dramatičen videz. Leta 1911 ga je Baedeker opisal kot »podobno kasbi v Alžiru, katere slikoviti čar je bil doslej okrnjen z gradnjo le nekaj novih ulic«.
- Mošeja El Bey, zgrajena leta 1703, znana tudi po postkolonialnem imenu mošeja Souq El Ghezal.
- Velika Konstantinova zgodovinska mošeja, zgrajena leta 1136.
- Muzej Cirta, prej Muzej Gustave Mercier (prikazuje starodavno in sodobno alžirsko umetnost)[14]
- Mošeja Abd al Hamida Ben Badisa
- Kazba, lokalno poznana pod imenom Swika
  - Univerza Emirja Abdelkaderja in mošeja
- Mavzolej Soumma
- Masinisov mavzolej
- Mestna knjižnica Constantine
- Palača Ahmeda Bega
- Ruševine antonijskega rimskega akvadukta
- Stadion Ben Abdelmalek

V bližini so:
- rimsko mesto Tiddis
- megalitski spomeniki in grobišča v Djebel Mazala Salluste.

### Mesto mostov
- Most El-Kantara, najzgodnejša fotografija, 1856, avtor John Beasley Greene
- Most slapov
- Most Sidi M'Cid
- Most Sidi Rached
- Most El-Kantara
- Constantine:Staro mesto

Topografija mesta je edinstvena in določa potrebo po mostovih. Konec 19. stoletja je Guy de Maupassant zapisal: »Nekoč je to grapo prečkalo osem mostov. Šest teh mostov je danes v ruševinah.« Danes so najpomembnejši mostovi:
- Most Sidi M'Cid (1912), viseči most, dolg 168 m,
- Most Bab El Kantra (1792) most, ki vodi proti severu,
- Most Sidi Rached (1912), dolg viadukt 447 m in 27 lokov, ki ga je zasnoval Paul Séjourné,
- Hudičev most, mostiček iz tramov,
- Most slapov (1925), sestavljen iz niza lokov na vrhu slapa,
- Most Mellah Slimane (1925), viseči most,
- Viadukt Salah Bey (viadukt Trans-Rhummel, 2014), prvi kabelski most v Constantineu, ki ga je zasnovalo podjetje Dissing+Weitling architecture,
- Most Meddjez Dechiche